# I Keep Mine Hidden
«I Keep Mine Hidden» es una canción del grupo británico The Smiths, escrita por Johnny Marr, guitarrista de la banda. Fue lanzada como lado-B del sencillo «Girlfriend in a Coma» en agosto de 1987. 
Esta es la última canción que la banda grabó antes de separarse. Morrissey había hecho enfurecer a Johnny Marr por hacer «Girlfriend in a Coma», una canción hall exactamente cuando Marr quería entrar en un territorio musical diferente. De hecho, esta canción fue la responsable de la ruptura de The Smiths.
- Datos: Q5907539